# Dasypoda chinensis
Dasypoda chinensis är en biart som beskrevs av Wu 1978. Dasypoda chinensis ingår i släktet byxbin, och familjen sommarbin. Inga underarter finns listade i Catalogue of Life.